# 深圳经济特区个人破产条例
《深圳经济特区个人破产条例》是在中华人民共和国广东省深圳市（深圳经济特区）实施的一部经济特区法规。该条例以建立个人破产制度为核心，根据《条例》，因生产经营、生活消费导致资产不足以清偿全部债务或者明显缺乏清偿能力的自然人，在符合一定条件的情况下可以申请破产。该条例于2020年8月26日经深圳市第六届人民代表大会常务委员会第四十四次会议表决通过，于2021年3月1日起实施，成为中国大陆第一部个人破产法规。

## 背景
一直以来，中国大陆仅有针对企业法人的破产制度，并无针对自然人的破产制度。1986年12月2日第六届全国人民代表大会常务委员会第十八次会议通过的《中华人民共和国企业破产法（试行）》、1991年4月9日第七届全国人民代表大会第四次会议通过的《中华人民共和国民事诉讼法》，以及2006年8月27日第十届全国人民代表大会常务委员会通过的《中华人民共和国企业破产法》均未规定自然人破产制度。在司法实践上，遇到自然人债务人全部财产不足以清偿债务时，均通过民事诉讼程序（主要是通过执行程序）解决该类纠纷。2019年7月16日，国家发改委等13个部门联合印发《加快完善市场主体退出制度改革方案》，明确提出在中国大陆研究建立个人破产制度。2020年5月18日，中共中央、国务院发布《关于新时代加快完善社会主义市场经济体制的意见》，指出健全破产制度，改革完善企业破产法律制度，推动个人破产立法。而在世界上一些发达国家或地区，如英国、德国、日本，以及香港特别行政区，都制定了个人破产方面的法律法规。
而在深圳，近年来有大量自然人以个人名义直接参与到商事活动中。据统计，截至2020年1月底，在深圳登记设立的商事主体为329.8万户，其中个体工商户为123.6万户，占比37.5%。除此之外，还有大量自我雇佣的商事主体，以微商、电商、自由职业者等形式存在。由于没有个人破产制度，不仅造成了市场主体之间地位不平等，也在一定程度上影响了企业破产制度实施的效果。而这些商事主体一旦遭遇市场风险，需要以个人名义负担无限债务责任，不能获得与企业同等的破产保护，无法实现从市场的退出和再生，其风险也由此无限转移到个人和家庭，也为高利贷、地下钱庄等非法融资渠道提供有利的生存空间。随着社会主义市场经济制度的不断发展和完善，各界也呼吁建立个人破产制度，再加上深圳是中国市场经济体系发展较为完善、成熟的地区，对市场经济法治化有着更为急迫的需求。早在1993年，深圳市在中国大陆率先制定《深圳经济特区企业破产条例》，为中国大陆企业破产早期立法积累经验。为此，在2020年，深圳市人大常委会将制定个人破产条例列入当年立法计划，作为“贯彻落实中共中央国务院关于支持深圳建设中国特色社会主义先行示范区的意见要求”的一部分。

## 进程
2020年4月10日，深圳市人大常委会举行深圳经济特区个人破产条例征求意见座谈会，启动此次立法工作。4月28日，深圳市第六届人民代表大会常务委员会第四十一次会议审议《深圳经济特区个人破产条例（草案）》。6月2日，《深圳经济特区个人破产条例（征求意见稿）》经深圳市人大常委会法律工作委员会修改完善，对外公布征求意见。
6月28日，深圳市第六届人大常委会第四十二次会议第一次全体会议对此草案进行二审。8月24日，深圳市第六届人大常委会第四十四次会议第一次全体会议进行该草案的三审。三审结束后，该《条例》于8月26日表决通过。9月1日，深圳市人大常委会官网公布《条例》的全文。
2021年3月1日，深圳市破产事务管理署挂牌成立，这是《深圳经济特区个人破产条例》实施后，深圳设立的专门处理个人破产事务的机构。
2021年7月，深圳市中级人民法院裁定批准梁姓男子的重整计划，并终结了他的个人破产重整程序，获准3年还清债务本金。梁先生原本在深圳市某公司从事工程技术工作，2018年与朋友共同创业，经营蓝牙耳机业务，由于一直无法获得稳定的客户资源，加上2019冠状病毒病疫情影响令债务累积，至2021年3月10日向深圳中院申请个人破产。该案是条例实施后，法院审结的首起个人破产案例。
2021年10月，深圳市中级人民法院裁定终结张某个人破产和解程序，这是《深圳经济特区个人破产条例》实施以来首宗立案和审结的债务人与债权人达成和解的个人破产案件。
2021年11月8日，深圳市中级人民法院裁定债务人呼某破产，成为中国大陆第一个法律意义上的“破产人”。呼某在2014年至2016年经营培训机构深圳市呼延文化发展有限公司，因所在商场新一佳超市有限公司倒闭，呼延文化发展有限公司不得不关闭，导致呼某负债近500万元人民币。2018年，呼某卖掉了唯一的住房，实际收款260万元，并坚持还债，但至今仍欠100多万元。深圳市中级人民法院于2021年11月8日裁定债务人呼某破产，自宣告破产之日起，呼某将进入为期3年的免责考察期，通过后可向人民法院申请免除其未清偿的债务。
2023年6月20日，深圳市中级人民法院深圳破产法庭向全国首宗个人破产案件债务人梁先生送达民事裁定，依法免除其未清偿债务，标志全国首宗个人破产重整案已正式执行完毕。

## 内容
根据《深圳经济特区个人破产条例》，債務人和債權人均可向人民法院申請破產。其中，債務人需在深圳居住，且參加深圳社保連續滿3年，因生產經營、生活消費導致資產不足以清償全部債務或明顯缺乏清償能力，可以依法申請破产清算。債權人單獨或共同持有50萬元（人民幣，下同）以上到期債權，則可以申請對債務人作破產清算。个人破产主要采取清算、重整、和解三种程序。
《条例》亦根据国际惯例，对进入破产程序的债务人进行相关行为限制。根据《条例》，债务人不得乘坐飞机商务舱、轮船二等以上舱位、高铁一等以上座位；不得在三星级以上酒店消费；不得购买不动产、汽车，不得装修房屋等；债务人不得担任上市公司、非上市公众公司和金融机构的董事、监事和高级管理人员职务；获得1000元以上的借款或者信用额度的，须向出借人或者授信人声明本人破产状况。该《条例》也为债务人划定了不用于清偿债务的豁免财产，包括债务人及其扶养人生活、医疗、学习的必需品和合理费用等，豁免财产累计总价值不超过20万元。同时，《条例》亦规定，债务人設有3年考察期，延長期限不超過兩年。為避免債務人惡意逃避債務，個人破產相關信息將會公開。

## 反应与评价
该法在公布征求意见稿时，一些律师对此发表观点。广东华商律师事务所刘毅律师表示，“个人破产制度是时代的呼唤”，认为深圳率先建立个人破产制度，不仅可以维护债权人的利益，也可给予债务人重生的机会，使个人和企业能够平等地受破产法调整，合法有序退出市场。而广东耀文律师事务所张爱东律师表示期待该条例的施行。
上海政法学院经济法学院院长胡戎恩表示，深圳制定个人破产法，是“完善社会主义市场经济法律体系的重要立法”。他还说，在个人破产法制定前，个人资不抵债只能选择失联等消极形式，法律制定后，可以合法走个人破产法律程序。中国政法大学知识产权研究中心特约研究员李俊慧也认为，“个人破产”本质上是为了解决“案了事不结”问题，没有个人破产制度，会导致一些从事生产经营而负债难以清偿的个人，很可能长期处于“失信被执行人”状态。另一名律师刘春泉表示，深圳此次通过的《条例》是地方立法，会存在一些问题，例如债务人或债权人不在深圳，会存在有执法人员不认可地方立法的效力问题。
在条例施行前，深圳市中級人民法院深圳破產法庭庭長曹啟選认为，深圳市約有600萬人符合資格申請个人破产，預計每年個人破產案件約有5000至6000宗。